# Emilia (traghetto)
L'Emilia è stata una nave traghetto della Classe Strade Romane, che ha prestato servizio con questo nome per la Tirrenia di Navigazione dal dicembre 1979 al giugno 2006. In seguito prestò servizio nel Mar Rosso, da ultimo come Amanah, prima di essere demolita nel 2024.

## Caratteristiche

### Nella sua configurazione originale (1979-1987)
In configurazione originale la Emilia era lunga circa 136 metri e larga 23, con una stazza lorda di 9 485 tonnellate. Gli spazi interni erano divisi su otto ponti, dall'alto al basso:
- Piano di stiva
- Ponte copertino
- Ponte principale
- Ponte garage superiore
- Ponte coperta
- Ponte saloni
- Ponte imbarcazioni
- Ponte comando

Poteva trasportare fino a un massimo di 1373 passeggeri, i quali avevano a disposizione 216 cabine (90 delle quali posizionate sul ponte copertino, sotto il garage principale), per un totale di 562 posti letto. Erano poi presenti a bordo una cabina per detenuti con 12 posti e due cabine per i carabinieri della scorta, oltre a due sale poltrone con 159 posti in totale. Le sale comuni per i passeggeri comprendevano un cinema con 120 posti, una tavola calda con 194 posti, due bar (per un totale di 276 posti) e una sala giochi; a eccezione del cinema, posto sul ponte imbarcazioni, erano tutte sistemate sul ponte saloni. 
Come le gemelle, la Emilia fu progettata per garantire una maggiore capacità di trasporto merci rispetto alle precedenti unità della Tirrenia. Disponeva di due ponti garage (il ponte principale e il ponte superiore) e di un terzo garage sistemato a un livello inferiore; il garage del ponte superiore poteva essere diviso su due livelli con l'uso di car deck mobili. Potevano essere caricati alternativamente 70 semirimorchi e 30 automobili, 42 semirimorchi e 292 automobili, o 500 automobili. Quando la nave viaggiava a pieno carico, con un pescaggio di 6 metri, la compartimentazione stagna garantiva la galleggiabilità con un compartimento stagno allagato; in questa configurazione, il numero di passeggeri trasportabili scendeva a 762. Con un carico di veicoli ridotto e un pescaggio di circa 5,7 metri, corrispondente a una portata lorda di 3 000 tonnellate, la nave poteva invece restare in galleggiamento anche con due compartimenti stagni allagati e viaggiare con la massima capacità passeggeri. 
La nave è spinta da due eliche quadripala a passo variabile, connesse tramite riduttori a due motori Diesel GMT A 420.16, ciascuno con una potenza di 9 600 cavalli. In configurazione originale raggiungeva una velocità di esercizio di 21 nodi.

### Dopo l'allungamento (dal 1987)
Dopo i primi anni di esercizio la capacità passeggeri delle unità della classe Strade Romane divenne insufficiente, soprattutto in estate, mentre la riduzione dei traffici merci rese meno importante la capacità di trasporto di mezzi pesanti. Si decise, quindi, di incrementare le sistemazioni per i passeggeri: le unità furono allungate inserendo un troncone di 12 metri a centro nave e fu aggiunta una nuova tuga sul ponte di comando. Furono inoltre aggiunti dei ponti mobili in entrambi i garage principali e le sistemazioni passeggeri furono ristrutturate integralmente. Il fumaiolo fu sostituito e, per migliorare la manovrabilità, il timone centrale fu sostituito con due timoni posti dietro le eliche e fu installata una seconda elica trasversale a prua. Mantenuto inalterato il sistema di propulsione, la velocità di servizio scese a 19,5 nodi.
Dopo la trasformazione, la stazza lorda della nave aumentò a 12 523 tonnellate. Il numero massimo di passeggeri trasportabili salì a 2000, che venivano ridotti a 960 quando la Emilia sfruttava la massima capienza dei garage per il trasporto di mezzi pesanti; come in origine, in quel caso la compartimentazione della nave garantiva infatti la sopravvivenza della stessa con un solo compartimento stagno allagato, imponendo una riduzione nel numero di passeggeri trasportabili. Nel primo caso la Emilia poteva trasportare nei suoi garage 14 semirimorchi e 540 automobili, oppure 600 automobili; nel secondo caso, poteva caricare 48 semirimorchi e 301 automobili. Dopo la trasformazione erano presenti a bordo 251 cabine, con un totale di 700 posti letto; furono poi aggiunte diverse sale poltrone, portando il numero totale di posti in poltrona a 1085. Infine, la tavola calda presente in origine fu sostituita da un ristorante con 77 posti e da un self-service da 218 posti.
Nel 1990 la Emilia fu sottoposta a degli ulteriori lavori, che comportarono la sostituzione di alcune sale poltrone con delle cabine.

## Servizio
La Emilia fu impostata sugli scali del cantiere navale di Castellammare di Stabia il 19 settembre 1977 e fu varata il 19 luglio 1978. Svolte le prove in mare, fu consegnata alla Tirrenia il 24 novembre 1979, entrando in servizio il 30 dello stesso mese. La Emilia fu la prima nave della classe a essere inviata ai lavori di allungamento, che furono iniziati il 9 ottobre 1986 ai Bacini di Napoli. Riconsegnata alla Tirrenia l'8 febbraio 1987, rientrò in servizio dopo la gemella Flaminia perché bloccata nel porto di Napoli da uno sciopero dei marittimi della compagnia statale.
A partire dal 2004 la nave fu ceduta all'Adriatica, rimanendo però in servizio per Tirrenia. Nell'agosto del 2005 il traghetto, proveniente da Cagliari e in fase di attracco al porto di Palermo, rimase fuori controllo e urtò abbastanza violentemente il molo, causando una trentina di feriti lievi e diversi danni alle auto stipate nel garage e pronte a sbarcare.
Nel giugno 2006 la Emilia nave fu venduta alla genovese Enermar, che ne programmò il noleggio ad altre compagnie; rinominata Adriatica, l'unità fu destinata a servizi nel Mar Rosso. Successivamente l'unità rimase in servizio tra Egitto e Arabia Saudita; nel 2012 fu ribattezzata Al Yosefeyah e nel 2015, dopo l'acquisto da parte della Namma Shipping Lines, Amanah. Nel 2024 è stata venduta per la demolizione, giungendo ad Alang a maggio dello stesso anno.

## Navi gemelle
- AF Francesca (In servizio)
- Flaminia (Demolita
- MSC Aurelia (In servizio)[12]
- Clodia[12] (Demolita)
- Nomentana[12] (Demolita)

## Origine del nome
Come le gemelle, la nave prendeva il nome da una via consolare romana, la Via Emilia.